# 中岡町
中岡町（なかおかまち）は、福島県いわき市にある町丁である。郵便番号は974-8251。

## 地理
いわき市南部の勿来地区に属する。東で植田町、西で仁井田町とそれぞれ隣接する。また、山田川河川敷に沿い細長く伸びる仁井田町域を挟み西側で山田町と、植田町の市営根小屋団地を挟んで南側で錦町と近接する。勿来中岡土地区画整理事業の換地処分に伴い、1976年3月5日に植田町、仁井田町、錦町より分離新設され、一～六丁目が設置されている。町内は植田駅西側郊外の住宅地として発展し、中心部にショッピングセンターが立地する。植田町内に所在するいわき南警察署及び錦町に所在する勿来消防署がそれぞれ管轄にあたる。

### 主な字
字
複数の字を持つが、地名の表記に「字」の文字は使用されない。
- 一～六丁目

## 歴史
- 1976年3月5日 - 勿来中岡土地区画整理事業の換地処分に伴い植田町、仁井田町、錦町より分離新設される[4]。

## 世帯数と人口
2023年10月31日現在の世帯数と人口は以下の通りである。
| 大字   | 世帯数   | 人口   |
| ------ | -------- | ------ |
| 中岡町 | 1018世帯 | 2115人 |

## 小・中学校の学区
市立小・中学校に通う場合、学区は以下の通りとなる。
| 番地 | 小学校               | 中学校               |
| ---- | -------------------- | -------------------- |
| 全域 | いわき市立菊田小学校 | いわき市立植田中学校 |

## 交通

### 道路
- 茨城県道・福島県道10号日立いわき線
  - 中岡橋
- 福島県道20号いわき上三坂小野線

## 施設
- 石城山田郵便局
- マルト スーパーセンター中岡店
- ツルハドラッグ いわき中岡店
- ミーツ
- 市営中岡団地